# Schloss Gnadenthal

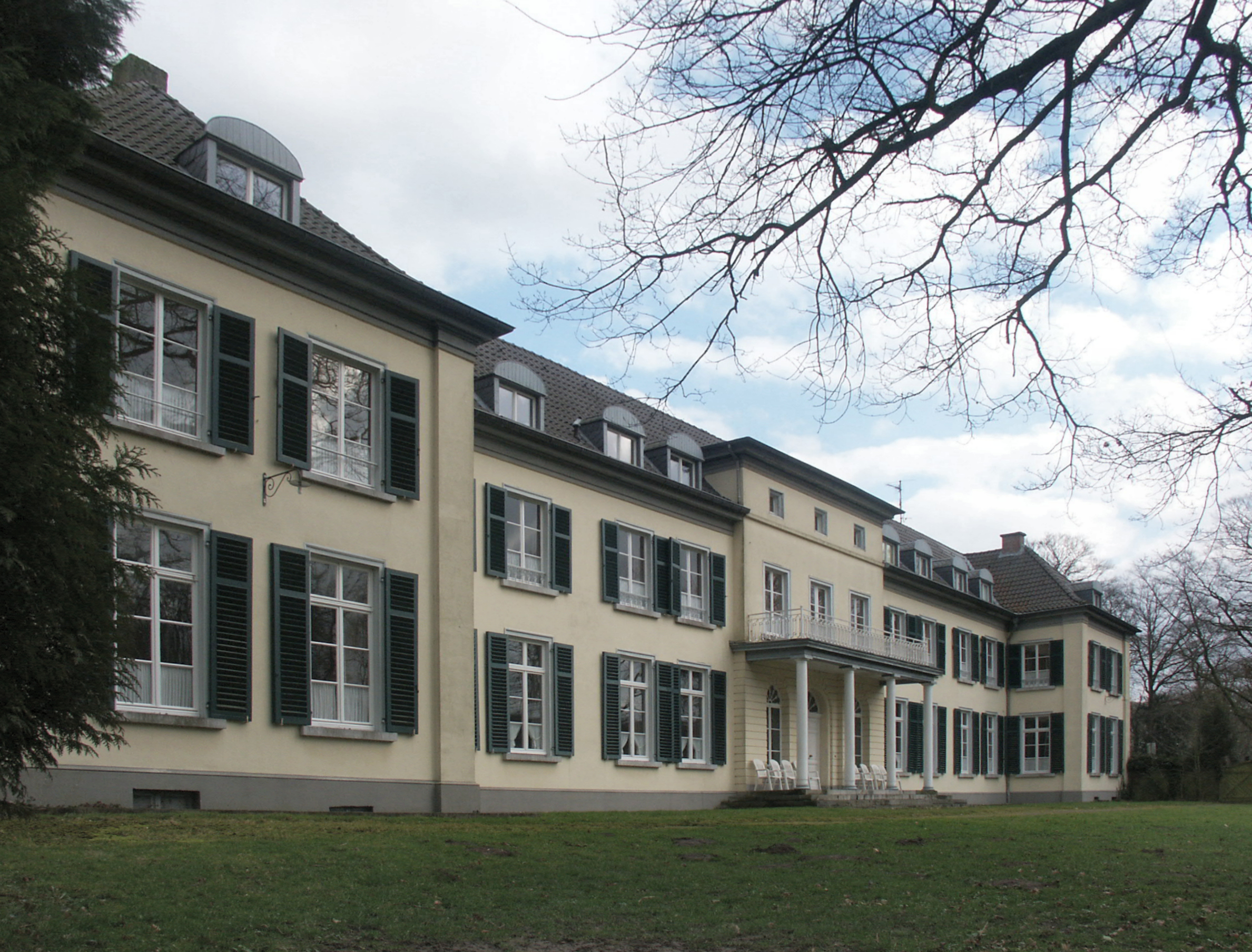
Gartenfassade des Herrenhauses

Das Schloss Gnadenthal ist eine klassizistische Schlossanlage im Klever Stadtteil Donsbrüggen, etwa drei Kilometer nordwestlich der Innenstadt von Kleve. Im Natur- und Landschaftsschutzgebiet der Düffel gelegen, steht die Schlossanlage als Baudenkmal unter Denkmalschutz.
An der Stelle des heutigen Schlosses stand im Mittelalter ein Gutshof, der im 15. sowie 16. Jahrhundert durch Augustiner-Chorherren als Kloster genutzt und im Achtzigjährigen Krieg zerstört wurde. Johann Moritz von Blaspiel ließ zu Beginn des 18. Jahrhunderts auf dem einstigen Klostergrund ein barockes Schloss mit Gartenanlage errichten, das am Anfang des 19. Jahrhunderts von der Familie von Hoevell zu Westerflier im Stil des Klassizismus verändert wurde. Bei der damit einhergehenden Umgestaltung des Schlossgartens wurden die darin befindlichen Skulpturen entfernt, weil sie nicht mehr dem Zeitgeschmack entsprachen. Sechs dieser wertvollen Plastiken wurden in den 1950er Jahren durch Zufall in einer Grube wiederentdeckt.
Seit den 1980er Jahren dient die Anlage mit dem sie umgebenden englischen Landschaftsgarten als Tagungs- und Bildungsstätte und befindet sich seit 2008 im Besitz der Stiftung Vrienden van Kastelen.

## Beschreibung

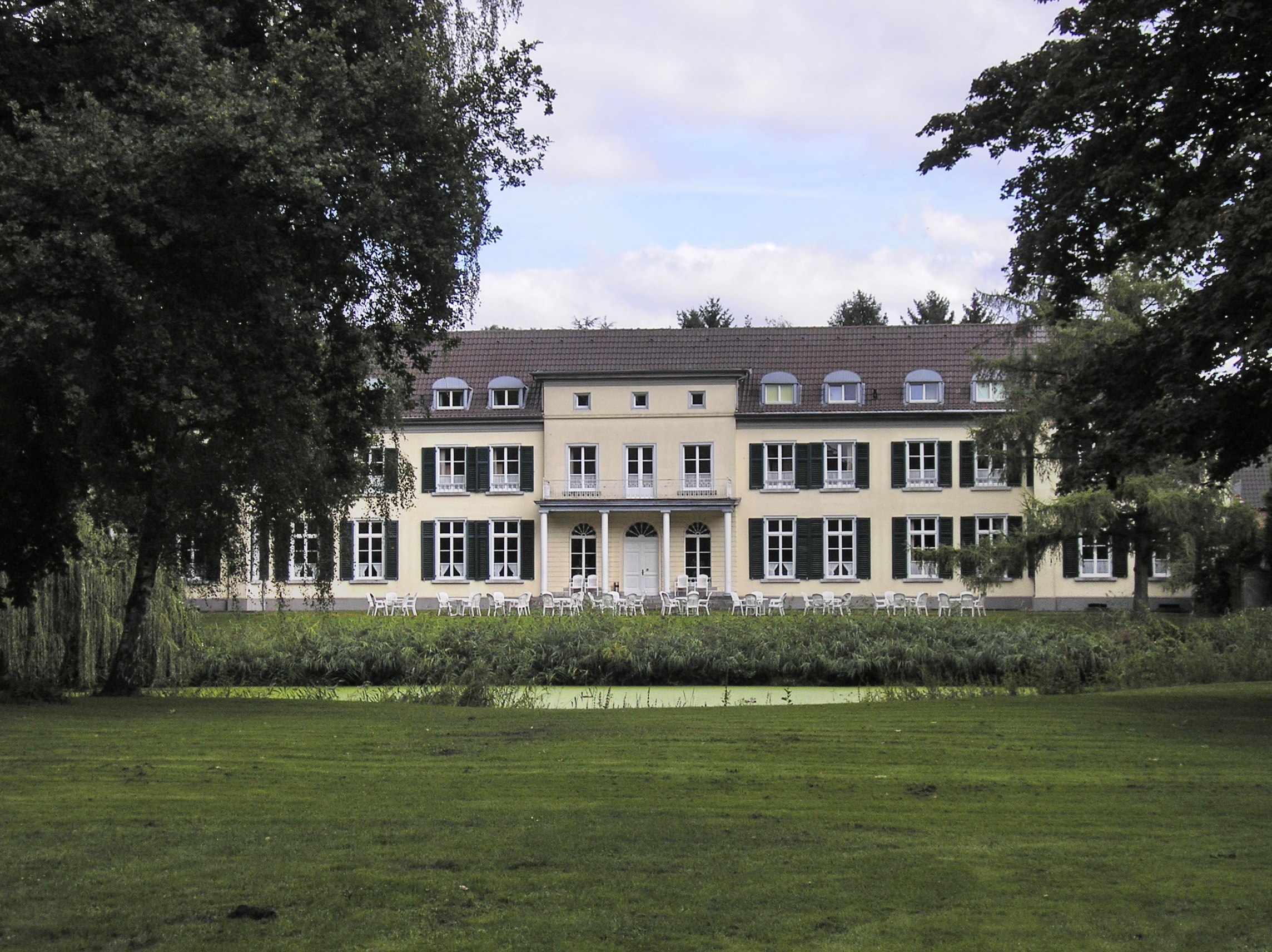
Blick zum Herrenhaus über den Spiegelteich

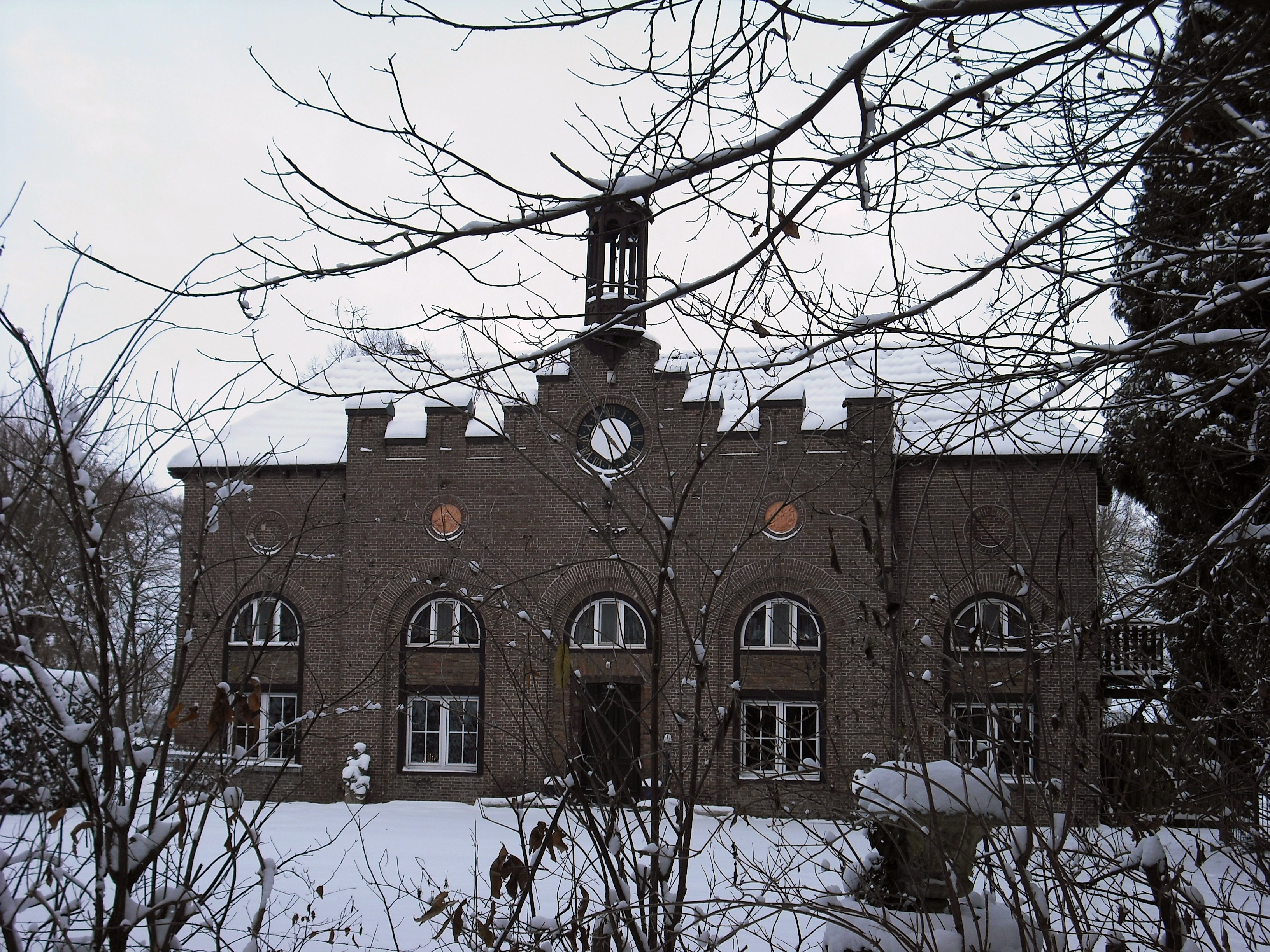
Die Orangerie

Die Schlossanlage besteht aus einem Herrenhaus im Stil des Klassizismus und einigen Nebengebäuden, die nördlich davon stehen. Die Gebäude werden von einem Grabensystem umschlossen und liegen inmitten eines Landschaftsparks. Eine rund 420 Meter lange Kastanienallee führt  an der Ostseite zu einem schmiedeeisernen Tor mit vasenbekrönten Pfeilern, das aus der Zeit um 1830 stammt.

### Herrenhaus
Das schmucklose Herrenhaus ist ein langgestrecktes, zweigeschossiges Gebäude, das von einem Walmdach mit Dachgauben abgeschlossen wird. Der Backsteinbau ist verputzt und mit einer hellgelben Farbe gestrichen, die sich gut vom dunklen Grün der Fensterläden abhebt. Die südliche, zum Garten gewandte Fassade ist durch Fenster in 15 Achsen unterteilt und besitzt an den Enden pavillonartige Eckrisalite. Ihr bestimmendes Element ist ein dreiachsiger Mittelrisalit mit einem Balkon, der auf vier Säulen toskanischer Ordnung ruht. Ein durchfenstertes Attikageschoss bildet seinen oberen Abschluss. Das Aussehen des Mittelrisalits beruht auf Umbauten aus der Zeit um 1830, bei denen er auch die gusseiserne Unterteilung seiner drei Oberlichter im Erdgeschoss erhielt. Im Inneren sind aus der gleichen Zeit einige Stuckdecken und Kaminaufbauten erhalten.

### Nebengebäude und Schlosspark
Nördlich des Herrenhauses stehen im rechten Winkel zu diesem zwei niedrige Wirtschaftsgebäude. Östlich davon befindet sich die sogenannte Orangerie, ein zweigeschossiges Haus aus dem 18. Jahrhundert. Seine Backsteinfassade mit dem zinnenbekrönten Mittelrisalit und großen Rundbogenblenden stammt allerdings von späteren Veränderungen in der Mitte des 19. Jahrhunderts und entstand nach einem Entwurf von Ernst Friedrich Zwirner.
Der fünf Hektar große Schlosspark im Stil eines Landschaftsgartens umfasst neben großen Waldflächen auch noch einige Überreste des heutzutage verschwundenen Barockgartens. Dazu zählen neben einem Spiegelweiher südlich des Herrenhauses auch die weitläufigen Wassergräben, die das Schlossareal durchziehen, und sechs barocke Gartenplastiken, die heute bei der Orangerie aufgestellt sind. Die Skulpturen antiker Naturgottheiten wurden 1956 in einer Grube gefunden und stammen ursprünglich aus dem barocken Schlossgarten des 18. Jahrhunderts.

## Geschichte

### Erst Gutshof, dann Kloster
An der Stelle des heutigen Schlosses oder in seiner unmittelbaren Nähe stand im Mittelalter ein Gutshof, der am 28. August 1373 als Allodial namens Ganswykhof erstmals urkundlich Erwähnung fand. Dieser Hof war seitdem Eigentum kleinerer, regionaler Adelsfamilien. 1448 verkaufte Arndt von Nyel den Hof Ganswyk an Elbert van Alpen, Herrn von Hönnepel. Dieser wiederum tauschte den Besitz am Lambertustag, also dem 17. September, des Jahres 1452 mit dem Propst des Klever Stiftskapitels, Heinrich van Nyenhuis, gegen 53,5 holländische Morgen Land in Niel und Mehr. Der Ganswykhof wurde mit Genehmigung Papst Pauls II. zu einem Kloster umgebaut, in das Augustiner-Chorherren einziehen sollten. Diese waren zuvor in Uedem beheimatet gewesen, aber aufgrund von Kriegswirren in finanzielle Nöte geraten und mussten ihr dortiges Kloster sowie das von ihnen betriebene Heiliggeisthospital aufgeben. Am 12. April 1469 übergab der Klever Propst Hermann van Braekel den Kanonikern den umgebauten Gutshof gegen eine jährliche Summe von 58 Goldgulden als „schatz- und dienstfreies Eigentum“. Die Augustiner-Chorherren bezogen um 1470 ihr neues Quartier und gaben ihrem Konvent den Namen „vallis gratiae“ (Tal der Gnade bzw. Gnadental), der 1481 erstmals urkundlich erwähnt wurde. In jenem Jahr war die Klosterkirche fertiggestellt.
Während des Spanisch-niederländischen Kriegs wurde das Kloster am 4. April 1590 im Zuge der Kämpfe um Schenkenschanz von niederländischen Truppen erst belagert, dann geplündert und schließlich in Brand gesteckt. Die Gebäude waren anschließend verwüstet und unbewohnbar, sodass die Brüder in eine vorübergehende Bleibe in Kleve ausweichen mussten. Der Konvent kehrte nie wieder nach Gnadenthal zurück, denn er zog mit Genehmigung des Klever Herzogs Johann Wilhelm im Jahr 1603 wieder nach Uedem. Das Baumaterial der Klosterruine verkauften die Chorherren am 18. August 1663 an den brandenburgischen Statthalter Johann Moritz von Nassau, der die Steine für den Umbau des Klever Schlosses nutzte.

### Schlossneubau

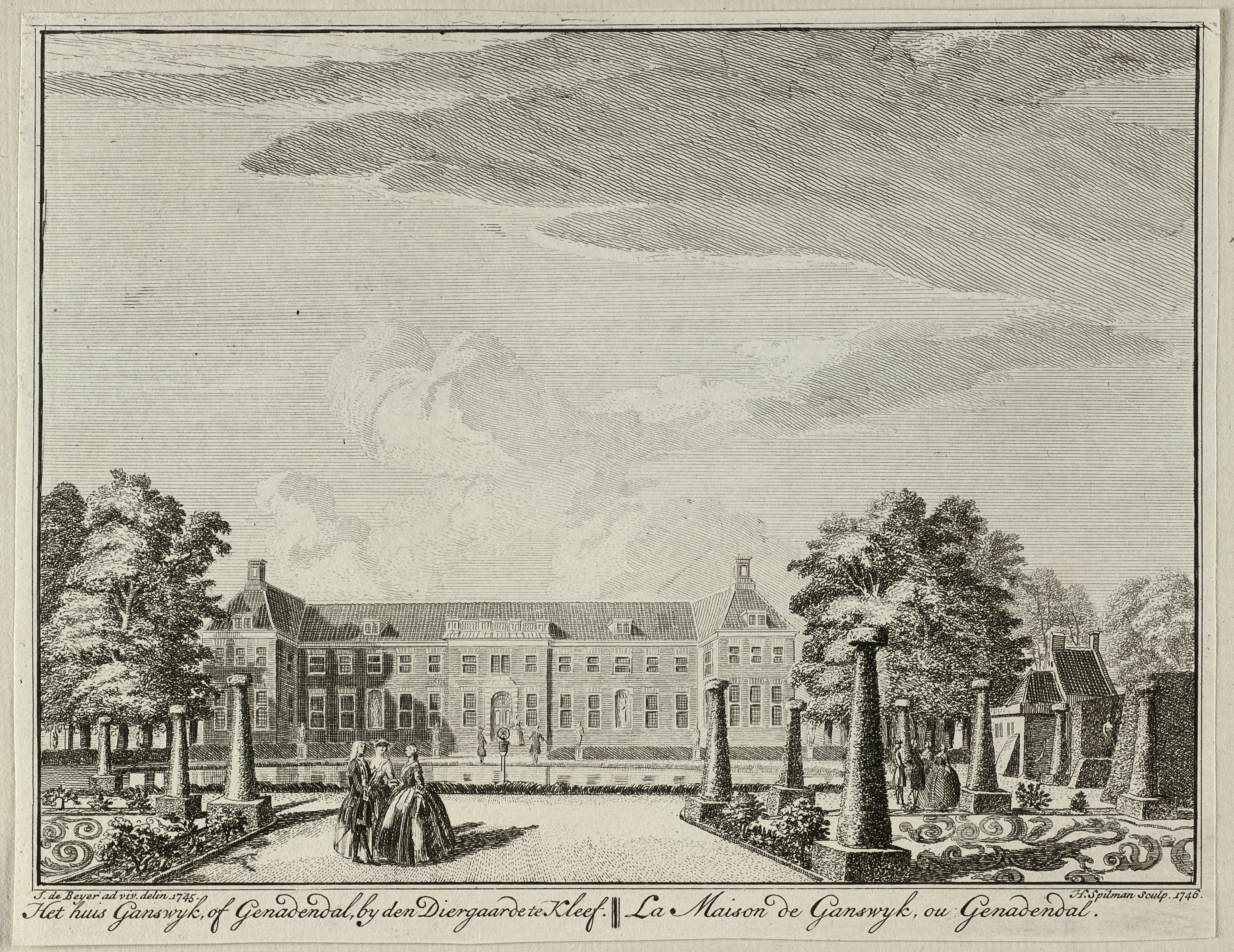
Schloss Gnadenthal 1745, Kupferstich von Hendrik Spilman

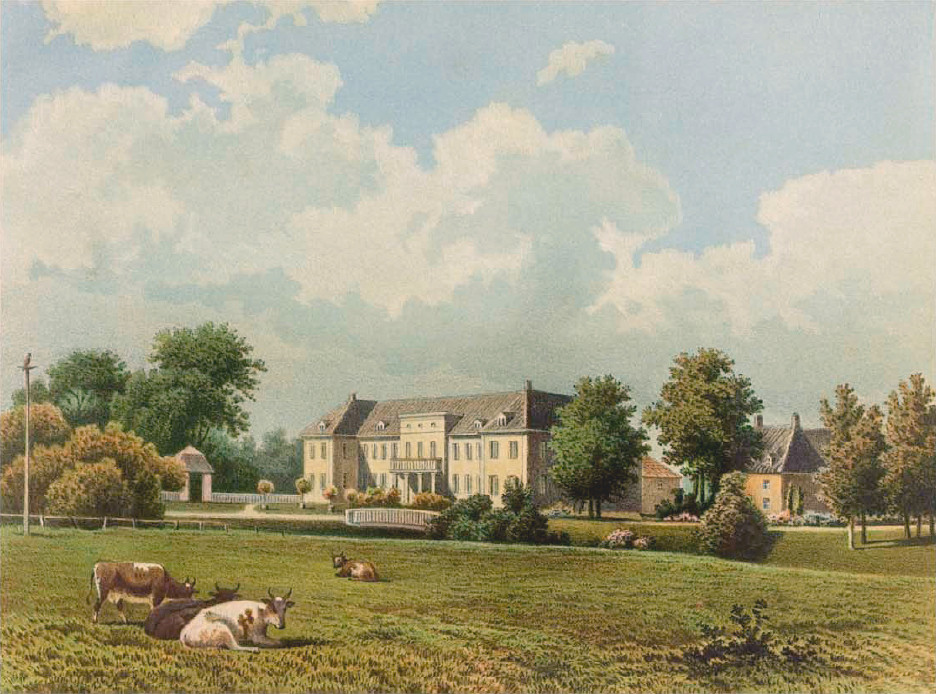
Lithografie des Schlosses in den 1860er Jahren

Am 24. November 1670 wechselte Gnadenthal den Besitzer: Die Augustiner-Chorherren tauschten das Anwesen mit dem Freiherrn Werner Wilhelm von Blaspiel (auch Blaespeil und Blaespeyl) gegen drei Bauernhöfe in Uedem. Blaspiel war herzoglicher Rat sowie Botschafter des Großen Kurfürsten, und wahrscheinlich plante er, auf dem Gnadenthaler Grund und Boden ein Schloss als repräsentativen Landsitz zu errichten, aber erst sein Sohn Johann Moritz, preußischer Minister und Patenkind des Johann Moritz von Nassau, verwirklichte die Baupläne. Er baute auf den Grundmauern des einstigen Klosters ein Barockschloss samt weitläufigem französischem Garten. Die Arbeiten dazu waren wahrscheinlich 1704 beendet, zumindest trug der Rahmen des früher im Schloss installierten Glockenspiels diese Jahreszahl. Zeitgenossen rühmten Gnadenthal nach seiner Fertigstellung als einen der schönsten Adelssitze am Niederrhein. Nach dem Tod Johann Moritz’ im Jahr 1723 war das Schloss vorübergehend unbewohnt, denn die Witwe Dorothea Henriette, geborene van Hoft, ging an den Potsdamer Hof, wo sie 1745 Oberhofmeisterin der Prinzessin Amalie von Preußen wurde. Anstatt ihrer bewohnte der Kaufmann und Bankier Thomas Franciscus von Cloots das Anwesen ab dem 6. Dezember 1747 zur Miete. Dorothea Henriettes Erben verkauften ihm das Schloss am 11. September 1748 samt den dazugehörigen Gütern für 35.000 holländische Gulden. Die finanzielle Grundlage für den Erwerb bildete das ererbte Vermögen seines Großonkels Johannes Baptista Cloots, der 1747 verstorben war. Unter den acht Kindern Thomas Franciscus’, die alle auf Schloss Gnadenthal zur Welt kamen, war auch sein Sohn Johann Baptist Hermann Maria, der unter dem Namen Anacharsis Cloots während der Französischen Revolution in Paris von sich reden machte und schließlich unter der Guillotine starb.
Eine Enkelin Thomas Franciscus’, Clara Francisca Cornelia Maria, heiratete am 11. Juni 1806 den Baron Arnold Johann Antonius von Hoevell zu Westerflier und Wezeveld und brachte das Schloss damit an diese Familie. Der neue Eigentümer ließ das Herrenhaus gemäß dem Zeitgeschmack im klassizistischen Stil umgestalten und gab dem Gebäude damit im Wesentlichen sein heutiges Aussehen. Auf ihn ist auch der englische Landschaftsgarten zurückzuführen, den er anstelle des symmetrischen Barockgartens anlegen ließ. Sein Erbe trat 1862 der Freiherr Otto von Hoevell an.

### Seit dem 20.Jahrhundert
Während des Zweiten Weltkriegs wurde das Schloss durch Artilleriebeschuss beschädigt. Auch die Belegung des Gebäudes zuerst mit Soldaten der deutschen Wehrmacht und anschließend mit kanadischem Militär tat der Bausubstanz nicht gut. Nachdem alliierte Truppen das Klever Land Ende Februar/Anfang März 1945 besetzt hatten, plünderten zudem britische Soldaten das Anwesen, sodass die Familie von Hoevell bei ihrer Rückkehr im Juni 1945 ein leeres Schloss vorfand.
Ab 1946 betrieben Franziskusschwestern in einer Hälfte des Herrenhauses ein Altenheim. Ab Mai 1947 wurde das komplette Anwesen als Seniorenheim der Stadt Kleve bewirtschaftet. Für die Nutzung wurden tiefgreifende Änderungen im Inneren – vor allem bei der Raumdisposition –, aber auch am Äußeren des Hauptgebäudes vorgenommen. Zum Beispiel stammen die heutigen Dachgauben des Herrenhauses von der Anpassung an die moderne Nutzung. Mit der Fertigstellung des Franziskusheims in der Klever Spyckstraße endete 1977 diese Art der Schlossnutzung. Der drohende Leerstand und damit einhergehender Verfall konnten dadurch verhindert werden, dass Angehörige der amerikanischen Luftwaffe für die nächsten vier Jahre im Herrenhaus Quartier bezogen.
Seit Frühjahr 1981 dient das Schloss als Tagungs- und Seminarhotel, das seit 1987 von der zum Paritätischen Wohlfahrtsverband gehörenden Gesellschaft Bildung und Leben betrieben wird. 2008 wechselte die Schlossanlage zum bisher letzten Male den Eigentümer: Die Familie von Hoevell schenkte das Anwesen der Stiftung Vrienden van Kastelen, bewohnt aber weiterhin die Orangerie.